# Laktizinien
Laktizinien (pl.) ist die mittellateinische Bezeichnung für aus Milch hergestellte Nahrungsmittel (z. B. Käse, Butter, Butterschmalz).
In den orthodoxen Kirchen ist für bestimmte Zeiten des Kirchenjahres die Abstinenz von Laktizinien geboten. In der Westkirche war der Genuss von Laktizinien und Eiern bis ins 15. Jahrhundert an gebotenen Fasttagen untersagt. Eine im Mittelalter schriftlich gegen Bußzahlung erteilte kirchliche Dispens wurde „Butterbrief“ genannt, die auferlegte Buße „Butterpfennig“. 1486 erlaubte Papst Innozenz VIII. auch den Verzehr von Milchprodukten in der Fastenzeit.
Die Ordensregeln oder Konstitutionen einiger kontemplativer Orden (etwa der Unbeschuhten Karmelitinnen) sahen bis zur Konstitution Perfectae caritatis über die zeitgemäße Erneuerung des Ordenslebens entweder ganzjährig oder in der Zeit von Kreuzerhöhung bis Ostern den Verzicht auf auch Laktizinien und Eierspeisen vor.